# 33031 Paolofini
33031 Paolofini è un asteroide della fascia principale. Scoperto nel 1997, presenta un'orbita caratterizzata da un semiasse maggiore pari a 2,4079413 au e da un'eccentricità di 0,1916698, inclinata di 1,77571° rispetto all'eclittica.